# 僕が歩く場所
『僕が歩く場所』（ぼくがあるくばしょ）は、シンガーソングライター古家学のオリジナル・アルバムである。日本コロムビアから発売された。

## 収録曲
1. 夢の続きへ
2. 北風のベンチ
3. 限りない明日へ
4. 愛だけが苦しすぎて
5. いつも君は泣いていた
6. 君が輝く時
7. 空を仰いで
8. 雨のピリオド
9. 僕が歩く場所
10. 朝日の中に